# Olympia Aldersey
Olympia Aldersey (* 26. Juli 1992 in Rose Park, South Australia) ist eine australische Ruderin.

## Karriere
Aldersey begann 2007 mit dem Rudersport. Bei den Junioren-Weltmeisterschaften 2010 belegte sie mit dem Vierer ohne Steuerfrau den dritten Platz. Im gleichen Jahr trat sie bei den Olympischen Jugendspielen zusammen mit Emma Basher im Zweier ohne Steuerfrau an und gewann hinter dem britischen Boot die Silbermedaille. 2011 belegte sie bei den U23-Weltmeisterschaften den vierten Platz im Zweier ohne Steuerfrau, 2012 siegte sie im Doppelvierer zusammen mit Jessica Hall, Madeleine Edmunds und Rebekah Hooper. 
2013 fand die erste Regatta des Ruder-Weltcups in Sydney statt. Im Doppelvierer siegten die Australierinnen mit Sarah Perkins, Jessica Hall, Madeleine Edmunds und Olympia Aldersey. Bei den beiden anderen Weltcup-Regatten kam der australische Doppelvierer jeweils auf den dritten Platz. Der achte Platz bei den Weltmeisterschaften für eine gegenüber Sydney auf zwei Positionen umgebaute Besatzung lag nach dem Saisonverlauf unter den Erwartungen. 2014 bildete Olympia Aldersey zusammen mit Sally Kehoe einen Doppelzweier, der bei den Weltcup-Regatten in Sydney und auf dem Lac d’Aiguebelette siegte und in Luzern den vierten Platz belegte. Im Halbfinale der Weltmeisterschaften in Amsterdam stellten Kehoe und Aldersey mit 6:37,31 min eine Weltbestzeit für den Doppelzweier auf, im Finale gewannen die beiden Australierinnen die Bronzemedaille. Ein Jahr später belegten Aldersey und Kehoe bei den Weltmeisterschaften 2015 auf dem Lac d’Aiguebelette den zehnten Platz. Bei den Olympischen Spielen 2016 trat Aldersey mit dem Achter an und belegte den siebten Platz.
In der nacholympischen Saison startete Aldersey zusammen mit Madeleine Edmunds im Doppelzweier. Die beiden gewannen bei den Weltmeisterschaften 2017 die Bronzemedaille hinter den Booten aus Neuseeland und den Vereinigten Staaten. 2018 ruderte Aldersey im Doppelvierer und belegte den siebten Platz bei den Weltmeisterschaften. 2019 wechselte sie in den Vierer ohne Steuerfrau. Zusammen mit Katrina Werry, Sarah Hawe und Lucy Stephan siegte sie beim Weltcup-Finale in Rotterdam und bei den Weltmeisterschaften in Linz. Bei den Olympischen Spielen in Tokio belegte sie mit dem australischen Achter den fünften Platz. Zwei Jahre später bei den Weltmeisterschaften in Belgrad siegte der rumänische Achter vor der Crew aus den Vereinigten Staaten und den Australierinnen. Bei den Olympischen Spielen 2024 belegte der australische Vierer mit Aldersey, Jean Mitchell, Lily Triggs und Molly Goodman den neunten und letzten Platz.